# Contea di Tieling
La contea di Tieling (铁岭县S, Tiělǐng XiànP) è una contea della Cina, situata nella provincia di Liaoning e amministrata dalla prefettura di Tieling.